# Eccellenza Puglia 2003-2004
Il campionato italiano di calcio di Eccellenza regionale 2003-2004 è stato il tredicesimo organizzato in Italia. Rappresenta il sesto livello del calcio italiano.
Questo è il girone organizzato dal comitato regionale della Puglia.

## Aggiornamenti
- L'Associazione Sportiva Ruvo ha ceduto il proprio titolo sportivo a un'altra società, che ha cambiato nome allo stesso in "Associazione Sportiva Real Altamura".
- L'Associazione Calcio Virtus Locorotondo si è trasferita a Monopoli, cambiando nome in "Associazione Calcio Monopoli".

## Squadre partecipanti
| Squadra                      | Città                        |
| ---------------------------- | ---------------------------- |
| A.C. Acquaviva               | Acquaviva delle Fonti (BA)   |
| U.S. Altamura                | Altamura (BA)                |
| A.S.D. Antonio Toma Maglie   | Maglie (LE)                  |
| U.S. Casarano                | Casarano (LE)                |
| Pol. Copertino               | Copertino (LE)               |
| A.S. Calcio Fasano           | Fasano (BR)                  |
| A.S.D. Francavilla Calcio    | Francavilla Fontana (BR)     |
| A.C. Gallipoli               | Gallipoli (LE)               |
| A.C. Monopoli                | Monopoli (BA)                |
| Ostuni Sport                 | Ostuni (BR)                  |
| U.S. Pro Italia Galatina     | Galatina (LE)                |
| A.S. Real Altamura           | Altamura (BA)                |
| U.S. San Giorgio Apricena    | Apricena (FG)                |
| Pol. San Pancrazio Salentino | San Pancrazio Salentino (BR) |
| A.S. San Paolo Bari          | Bari (BA)                    |
| A.S.D. Taurisano             | Taurisano (LE)               |
| A.S. Tricase Calcio          | Tricase (LE)                 |
| U.S. Victoria                | Bari (BA)                    |

## Classifica finale
|  | Pos. | Squadra              | Pt | G  | V  | N  | P  | GF | GS | DR  |
|  | ---- | -------------------- | -- | -- | -- | -- | -- | -- | -- | --- |
|  | 1.   | Gallipoli            | 82 | 34 | 25 | 7  | 2  | 74 | 25 | +49 |
|  | 2.   | Ostuni               | 66 | 34 | 20 | 6  | 8  | 51 | 29 | +22 |
|  | 3.   | Casarano             | 61 | 34 | 17 | 10 | 7  | 48 | 30 | +18 |
|  | 4.   | Taurisano            | 59 | 34 | 17 | 8  | 9  | 51 | 32 | +19 |
|  | 5.   | Fasano (-1)          | 50 | 34 | 14 | 9  | 11 | 46 | 40 | +6  |
|  | 6.   | Monopoli             | 50 | 34 | 13 | 11 | 10 | 49 | 46 | +3  |
|  | 7.   | San Paolo Bari       | 48 | 34 | 13 | 9  | 12 | 40 | 42 | -2  |
|  | 8.   | San Giorgio Apricena | 46 | 34 | 11 | 13 | 10 | 41 | 36 | +5  |
|  | 9.   | Victoria Bari        | 46 | 34 | 13 | 7  | 14 | 43 | 45 | -2  |
|  | 10.  | Francavilla          | 44 | 34 | 13 | 5  | 16 | 33 | 41 | -8  |
|  | 11.  | Acquaviva            | 41 | 34 | 11 | 8  | 15 | 38 | 45 | -7  |
|  | 12.  | Toma Maglie          | 40 | 34 | 10 | 10 | 14 | 37 | 40 | -3  |
|  | 13.  | Copertino            | 40 | 34 | 10 | 10 | 14 | 35 | 43 | -8  |
|  | 14.  | Real Altamura        | 39 | 34 | 10 | 9  | 15 | 38 | 52 | -14 |
|  | 15.  | San Pancrazio        | 39 | 34 | 12 | 3  | 19 | 35 | 44 | -9  |
|  | 16.  | Tricase              | 33 | 34 | 8  | 9  | 17 | 34 | 50 | -16 |
|  | 17.  | Pro Italia Galatina  | 30 | 34 | 6  | 12 | 16 | 30 | 44 | -14 |
|  | 18.  | Altamura             | 23 | 34 | 5  | 8  | 21 | 28 | 73 | -45 |

Legenda:
      Promosso in Serie D 2004-2005.
 Ammesso ai Play-Off nazionali.
      Retrocesso in Promozione Puglia 2004-2005.
 Promozione diretta.
 Retrocessione diretta.
Note:
Tre punti a vittoria, uno a pareggio, zero a sconfitta.
San Paolo Bari promosso in Serie D 2004-2005 perché finalista della Coppa Italia Dilettanti 2003-2004.
San Pancrazio retrocesso in Promozione Puglia 2004-2005 dopo aver perso lo spareggio salvezza con il Real Altamura (giunto a pari punteggio in classifica).
Fasano penalizzato con la sottrazione di 1 punto in classifica.

## Spareggio salvezza
|               | Risultato |               | Luogo e data |
| ------------- | --------- | ------------- | ------------ |
| Real Altamura | 4-0       | San Pancrazio | ?, ? 2004    |
|               |           |               |              |